# Daihatsu Coo
Daihatsu Coo (яп. ダイハツ・クー) — автомобиль японской компании Daihatsu. За пределами Японии был известен под названием Daihatsu Materia. Выпускался с мая 2006 по январь 2013 года. Собирался в городе Икеда.
За всё время выпуска модели, пятиместный минивэн Daihatsu Coo производился в шести кузовах. С мая 2006 по июль 2010 года выпускался в кузовах DBA-M401S, DBA-M411S, DBA-M402S. После рестайлинга, то есть с июля 2010 по январь 2013 года выпускался в кузовах CBA-M401S, CBA-M411S, CBA-M402S. На все автомобили устанавливалась 4-ступенчатая классическая АКПП.
DBA-M401S
Силовой агрегат — рядный 4-цилиндровый 16-клапанный бензиновый двигатель с жидкостным охлаждением, объёмом 1297 см³. Мощность двигателя 92 лошадиные силы, модель K3-VE, степень сжатия 10,0. Масса автомобиля 1060 килограмм. Был доступен в комплектациях CS и CL. Ёмкость бензобака 40 литров. Расход топлива в составлял 16,4 км/л в режиме 10/15 (устаревший японский метод измерения расхода топлива). Тип привода — передний.
DBA-M411S
Двигатель K3-VE мощностью 92 лошадиные силы. Масса автомобиля 1120 килограмм. Тип привода — полный. Расход топлива 15,2 км/л в режиме 10/15.
DBA-M402S
Силовая установка — 4-цилиндровый 16-клапанный бензиновый двигатель, объёмом 1495 см³. Модель двигателя 3SZ-VE, мощность 109 лошадиных сил, степень сжатия 10,0. Расход топлива 16,0 км/л в режиме 10/15. Тип привода — передний.
CBA-M401S
Автомобиль имел такие же технические характеристики, что и в кузове DBA-M401S.
CBA-M411S
Автомобиль имел такие же технические характеристики, что и в кузове DBA-M411S.
CBA-M402S
Автомобиль имел такие же технические характеристики, что и в кузове DBA-M402S.